# Gråblek malmätare
Gråblek malmätare (Eupithecia ochridata) är en fjärilsart som beskrevs av Schütze och Rudolf Pinker 1968. Gråblek malmätare ingår i släktet Eupithecia och familjen mätare. Enligt den finländska rödlistan är arten sårbar i Finland. Arten är reproducerande i Sverige. Artens livsmiljö är sandstränder vid Östersjön. Inga underarter finns listade i Catalogue of Life.